# Delon Thamrin
Stanislaus Alexander Liauw Delon Thamrin (20 de mayo de 1978, Yakarta), conocido artísticamente como Delon Thamrin. Es un cantante de género pop y gospel indonesio, que surgió en la serie de la reality de Indonesia Idol. Obtuvo mucho éxito desde 2001 a 2004, en este último donde ha realizado una gira de conciertos y además ha vendido unas 300.000 copias durante su repertorio musical. También ha sido nominado como el cantante masculino favorito por la MTV's.

## Concurso en la Indonesia Idol
- Top 30: Bunga Terakhir por Romeo.
- Top 11: Rahasia Perempuan por Ari Lasso.
- Top 9: Aku Ingin por Indra Lesmana.
- Top 8: How Do You Heal A Broken Heart? por Chris Walker.
- Top 7: Seperti Yang Kau Minta por Chrisye.
- Top 6: Kasih Tak Sampai por Padi.
- Top 5: Inikah Cinta por ME.
- Top 4: Seribu Tahun por Jikustik.
- Top 4: Sekali Ini Saja por Glenn Fredly.
- Top 3: Dia por Vina Panduwinata.
- Top 3: Aku Makin Cinta por Vina Panduwinata.
- Grand Final: Karena Cinta por Glenn Fredly.
- Grand Final: Bukan Untukku por Rio Febrian.
- Grand Final: Invisible por Clay Aiken.

## Discografía
- Indonesian Idol: Indonesian All-Time Hits Compilation
- Bahagiaku
- Vina Bilang Cinta Original movie soundtrack
- Songs For Yovie Compilation
- The Sweetest Gift
- Perasaanku

Japan only release:
- Kokoro no Tomo with Mayumi Itsuwa[1]